# Nhiễm trùng đường hô hấp
Nhiễm trùng đường hô hấp là loại nhiễm trùng của những bệnh truyền nhiễm có liên quan đến đường hô hấp. Nhiễm trùng đường hô hấp thường được phân loại thành nhiễm trùng đường hô hấp trên và nhiễm trùng đường hô hấp dưới. Nhiễm trùng đường hô hấp dưới, như viêm phổi, có xu hướng nghiêm trọng hơn nhiều so với nhiễm trùng đường hô hấp trên, như cảm lạnh thông thường.

## Các loại

### Nhiễm trùng đường hô hấp trên
Mặc dù có một số vấn đề tồn tại trong việc phân định ranh giới giữa đường hô hấp trên và đường hô hấp dưới, đường hô hấp trên thường được coi là đường thông khí phía trên thanh môn hoặc dây thanh âm. Gồm mũi, xoang, hầu họng và thanh quản.
Nhiễm trùng điển hình của đường hô hấp trên bao gồm viêm amidan, viêm họng, viêm thanh quản, viêm xoang, viêm tai giữa, một số loại cúm và cảm lạnh thông thường. Các triệu chứng thường gặp là ho, đau họng, sổ mũi, nghẹt mũi, nhức đầu, sốt nhẹ, áp lực mặt và hắt hơi.

### Nhiễm trùng đường hô hấp dưới
Đường hô hấp dưới bao gồm khí quản, ống phế quản, tiểu phế quản và phổi.
Nhiễm trùng đường hô hấp dưới thường nghiêm trọng hơn nhiễm trùng đường hô hấp trên. Và là nguyên nhân hàng đầu gây tử vong trong số tất cả các bệnh truyền nhiễm. Có hai loại phổ biến nhất là viêm phế quản và viêm phổi. Cúm ảnh hưởng đến cả đường hô hấp trên và đường hô hấp dưới, nhưng các chủng nguy hiểm hơn như H5N1 có tính nguy hiểm cao do liên kết sâu với thụ thể trong phổi.

## Phòng ngừa
Mặc dù mặt nạ N95 có khả năng lọc vượt trội được đo trong ống nghiệm, nhưng không đủ bằng chứng công bố trên lâm sàng xác định liệu mặt nạ phẫu thuật thông thường với mặt nạ lọc N95 có tương đương nhau trong việc ngăn ngừa nhiễm trùng đường hô hấp ở nhân viên y tế hay không.